# Disocactus speciosus
Disocactus speciosus, conocida comúnmente como pitajaya de cerro, es una especie de planta suculenta perteneciente al género Disocactus, dentro de la familia Cactaceae. Se distribuye por El Salvador, Guatemala, Honduras y México. Además ha sido introducida en las Islas Canarias (España).   

## Descripción

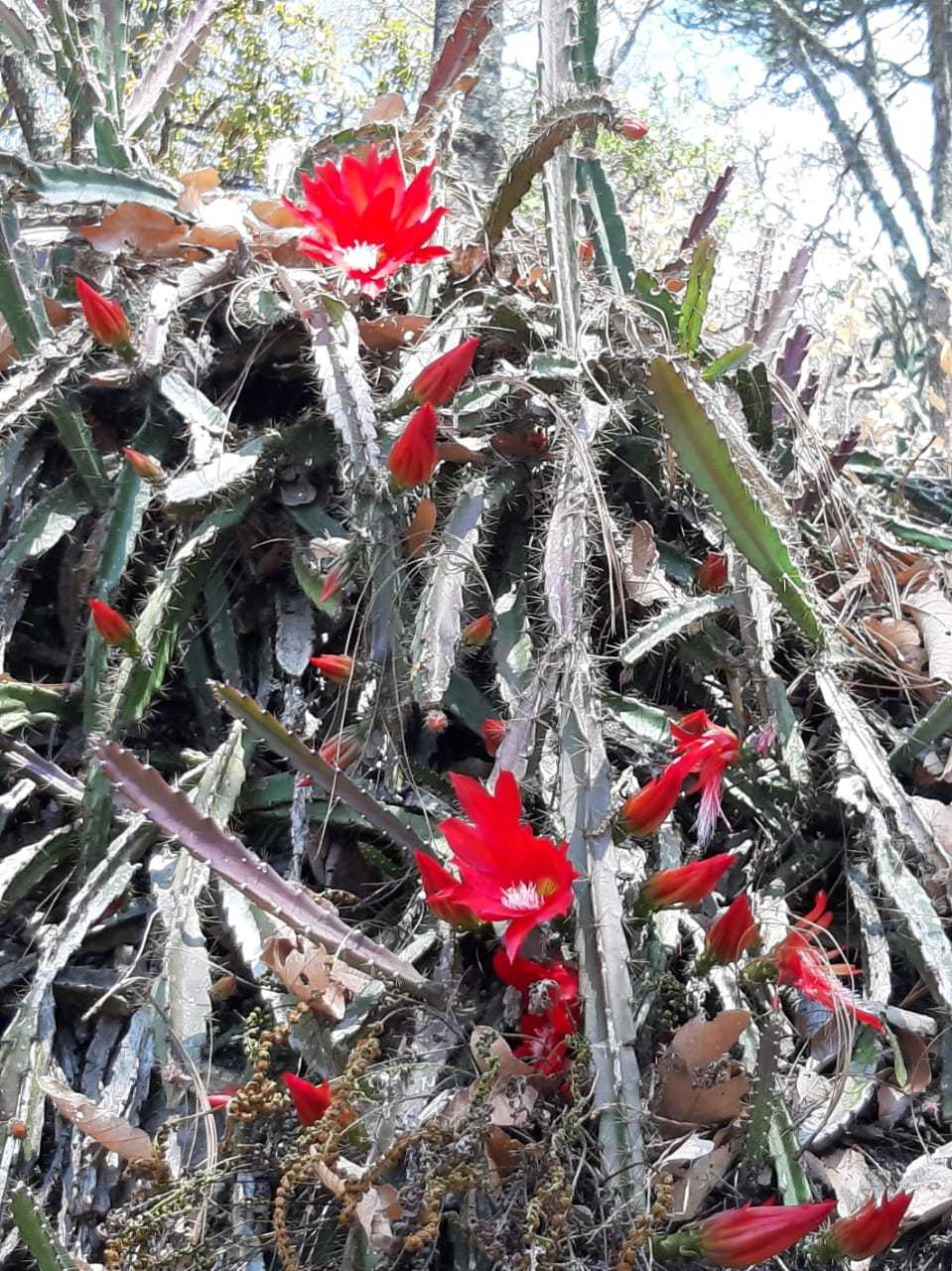
Porte de la planta

Disocactus speciosus es una especie de cactus que puede crecer tanto de forma epífita (sobre árboles) como litofíta (sobre superficies rocosas). Es arbustivo, se ramifica desde la base y tiene la epidermis de color verde con tonos rojizos. Los tallos inicialmente son erectos, aunque con el tiempo se vuelven colgantes. Miden hasta 1 m o más de longitud, tiene de 4 a 5 cm de grosor y presentan de 3 a 5 costillas dentadas de 1,5 a 2,5 cm de ancho.
Sobre las muescas de las costillas se asientan las areolas. Inicialmente poseen de 5 a 8 espinas, llegando a tener hasta 25 o más con la edad. Son puntiagudas, miden de 1 a 1,5 cm de largo y aunque inicialmente son amarillentas, se vuelven marrones con el tiempo.

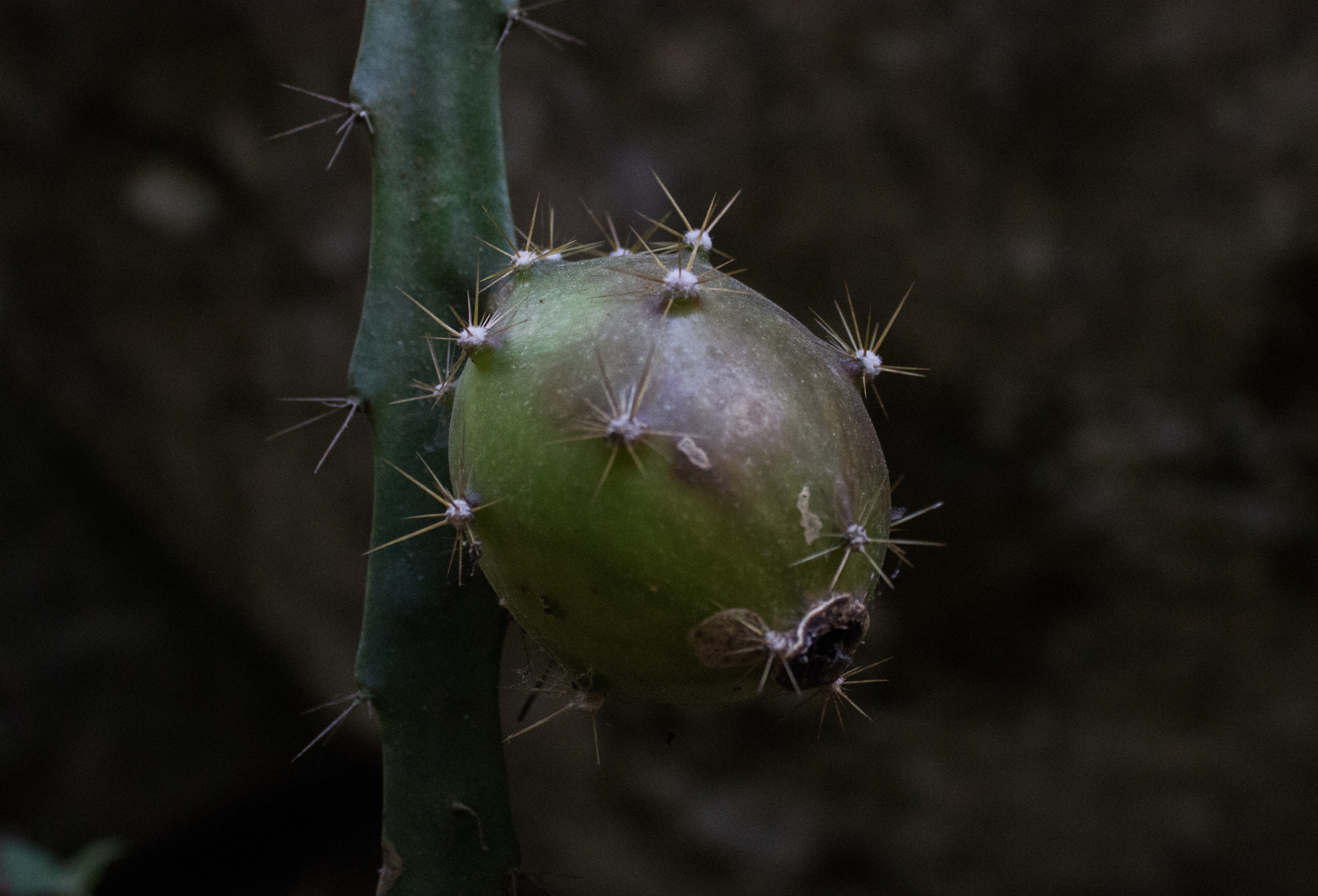
Detalle del fruto

Las flores aparecen lateralmente, son ampliamente acampanadas y de color rojo escarlata con un matiz azulado o blanquecino, o raramente completamente blancas. Miden de 11 a 17 cm de largo y de 8 a 13 cm de ancho. Los frutos son ovoides y miden de 4 a 5 cm de largo.

## Distribución y hábitat
El área de distribución nativa de esta especie abarca El Salvador, Guatemala, Honduras y México. Además ha sido introducida en las Islas Canarias (España). Habita principalmente en el bioma tropical estacionalmente seco, a altitudes que oscilan entre los 1600 y los 2700 metros sobre el nivel del mar.
La planta puede crecer sobre árboles como epífita o sobre superficies rocosas como litófita. Se encuentra en bosques húmedos de montaña y en bosques de Quercus y Pinus. Sus raíces se incrustan en las rocas o en la corteza de los árboles huéspedes para anclarse y fijarse, por lo que su único acceso a la humedad y los nutrientes proviene de la lluvia y los excrementos que caen desde arriba.

## Taxonomía
La primera descripción de esta especie fue como Cactus speciosus, publicada en 1803 por el botánico español Antonio José Cavanilles en la publicación periódica Anales de Ciencias Naturales 6 (17): 339-340.
Más tarde, el botánico alemán Wilhelm Barthlott trasladó la especie al género Disocactus, por lo que pasó a llamarse Disocactus speciosus. Registró estos cambios en las revista científica Bradleya; Yearbook of the British Cactus and Succulent Society 9: 87, publicada en 1991.
Etimología
- Disocactus: nombre genérico formado a partir de las palabras griegas dis (que significa 'dos veces'), isos (que significa 'igual) y kaktos (que significa 'cardo' o 'planta espinosa'), en alusión a los tallos aplanados con forma de hoja (con dos lados idénticos) que presentan las especies de este género.[8]
- speciosus: epíteto específico que proviene de la palabra latina spĕcĭōsus (que significa 'epléndido', 'hermoso'), en alusión a las flores de la especie.[9][10]

### Subespecies
Actualmente se distinguen tres subespecies:
| Imagen | Subespecie                                                              | Descripción                                              | Distribución                                         |
| ------ | ----------------------------------------------------------------------- | -------------------------------------------------------- | ---------------------------------------------------- |
|        | Disocactus speciosus subsp. bierianus Ralf Bauer                        | Flores de color anaranjado y de 9 a 15 cm de largo.      | Suroeste de México (Guerrero)                        |
|        | Disocactus speciosus subsp. cinnabarinus (Eichlam ex Weing.) Ralf Bauer | Flores de rojo a naranja y de 12 a 16 cm de largo.       | El Salvador, Guatemala, Honduras y sureste de México |
|        | Disocactus speciosus subsp. speciosus                                   | Flores de color rojo escarlata y de 11 a 17 cm de largo. | Guatemala y méxico                                   |

Sinonimia
- Sinónimos de Disocactus speciosus subsp. bierianus:[12] (no tiene)
- Sinónimos de Disocactus speciosus subsp. cinnabarinus:[13]
  - Cereus cinnabarinus Eichlam ex Weing., 1910
  - Disocactus cinnabarinus (Eichlam ex Weing.) Barthlott, 1991
  - Heliocereus cinnabarinus (Eichlam ex Weing.) Britton & Rose, 1920
  - × Phyllocereus cinnabarinus (Eichlam) C.Knebel, 1938
- Sinónimos de Disocactus speciosus subsp. speciosus:[14]
  - Cactus speciosissimus Desf., 1817
  - Cactus speciosus Willd., 1813
  - Cactus speciosus var. grandiflorus Macloskie, 1904
  - Cereus amecamensis Heese, 1896
  - Cereus coccineus DC., 1828
  - Cereus coccineus Salm-Dyck ex Pfeiff. & Otto, 1839
  - Cereus elegantissimus A.Berger, 1929
  - Cereus formosus J.Forbes, 1837
  - Cereus formosus Monv., 1834
  - Cereus hybridus Otto, 1833
  - Cereus jenkinsonii Sweet, 1830
  - Cereus jenkinsonii var. verus Haage ex C.F.Först., 1846
  - Cereus schrankii Zucc. ex Seitz, 1834
  - Cereus serratus Weing., 1912
  - Cereus speciosissimus (Desf.) Steud., 1821
  - Cereus speciosissimus var. albiflorus Rümpler, 1885
  - Cereus speciosissimus var. aurantiacus Pfeiff., 1837
  - Cereus speciosissimus var. blindii Haage ex C.F.Först., 1846
  - Cereus speciosissimus var. bodii Walp., 1843
  - Cereus speciosissimus var. bollwillerianus Walp., 1843
  - Cereus speciosissimus var. bowtrianus Walp., 1843
  - Cereus speciosissimus var. coccineus Rümpler, 1885
  - Cereus speciosissimus var. colmariensis Haage ex C.F.Först., 1846
  - Cereus speciosissimus var. curtisii Walp., 1843
  - Cereus speciosissimus var. danielsii Haage ex C.F.Först., 1846
  - Cereus speciosissimus var. devauxii Pfeiff., 1837
  - Cereus speciosissimus var. edesii J.R.Booth ex C.F.Först., 1846
  - Cereus speciosissimus var. elegans J.R.Booth ex C.F.Först., 1846
  - Cereus speciosissimus var. eugenia Walp., 1843
  - Cereus speciosissimus var. finkii Salm-Dyck ex C.F.Först, 1846
  - Cereus speciosissimus var. gebvillerianus Haage ex C.F.Först., 1846
  - Cereus speciosissimus var. gloriosus Haage ex C.F.Först., 1846
  - Cereus speciosissimus var. guillardieri Walp., 1843
  - Cereus speciosissimus var. hansii Baumann ex C.F.Först, 1885
  - Cereus speciosissimus var. hitchensii Haage ex C.F.Först., 1846
  - Cereus speciosissimus var. hoveyi Rümpler, 1885
  - Cereus speciosissimus var. ignescens Walp., 1843
  - Cereus speciosissimus var. jenkinsonii (Sweet) Pfeiff., 1837
  - Cereus speciosissimus var. kampmannii Haage ex C.F.Först., 1846
  - Cereus speciosissimus var. kiardii Walp., 1843
  - Cereus speciosissimus var. kobii Salm-Dyck ex C.F.Först, 1846
  - Cereus speciosissimus var. lateritius Pfeiff., 1837
  - Cereus speciosissimus var. latifrons Salm-Dyck ex C.F.Först, 1846
  - Cereus speciosissimus var. longipes Walp., 1843
  - Cereus speciosissimus var. lothii Walp., 1843
  - Cereus speciosissimus var. loudonii Salm-Dyck ex C.F.Först, 1846
  - Cereus speciosissimus var. macqueanus Salm-Dyck ex C.F.Först, 1846
  - Cereus speciosissimus var. maelenii Walp., 1843
  - Cereus speciosissimus var. maurantianus J.R.Booth ex C.F.Först., 1846
  - Cereus speciosissimus var. merckii J.R.Booth ex C.F.Först., 1846
  - Cereus speciosissimus var. mexicanus Salm-Dyck ex Walp., 1843
  - Cereus speciosissimus var. mittleri Salm-Dyck ex C.F.Först, 1846
  - Cereus speciosissimus var. muhlhausianus Haage ex C.F.Först., 1846
  - Cereus speciosissimus var. peacocki Rümpler, 1885
  - Cereus speciosissimus var. peintneri Haage ex C.F.Först., 1846
  - Cereus speciosissimus var. rintzii Salm-Dyck ex C.F.Först, 1846
  - Cereus speciosissimus var. roidii Walp., 1843
  - Cereus speciosissimus var. sarniensis Walp., 1843
  - Cereus speciosissimus var. seidelii J.R.Booth ex C.F.Först., 1846
  - Cereus speciosissimus var. seitzii C.F.Först., 1846
  - Cereus speciosissimus var. selloii C.F.Först., 1846
  - Cereus speciosissimus var. smithii C.F.Först., 1846
  - Cereus speciosissimus var. superbus Walp., 1843
  - Cereus speciosissimus var. suwaroffi Walp., 1843
  - Cereus speciosissimus var. triumphans C.F.Först., 1846
  - Cereus speciosissimus var. unduliflorus Walp., 1843
  - Cereus speciosissimus var. vandesii Walp., 1843
  - Cereus speciosissimus var. vitellinus Walp., 1843
  - Cereus speciosus var. amecamensis (Heese) A.Berger, 1929
  - Cereus speciosus var. coccineus K.Schum., 1897
  - Cereus superbus (Walp.) C.Ehrenb., 1846
  - Disocactus schrankii (Zucc. ex Seitz) Barthlott, 1991
  - Disocactus speciosus f. amecamensis (Heese) Barthlott, 1991
  - Heliocereus amecaensis (Heese) Britton & Rose, 1909
  - Heliocereus coccineus Britton & Rose, 1909
  - Heliocereus coccineus (DC.) Scheinvar, 1983
  - Heliocereus elegantissimus Britton & Rose, 1920
  - Heliocereus elegantissimus var. helenae Scheinvar, 1981
  - Heliocereus elegantissimus subsp. helenae (Scheinvar) Doweld, 2002
  - Heliocereus elegantissimus subsp. stenopetalus (Bravo ex S.Arias, U.Guzmán & Gama) Doweld, 2002
  - Heliocereus elegantissimus var. stenopetalus Bravo ex S.Arias, U.Guzmán & Gama, 1992
  - Heliocereus luzmariae Scheinvar, 1985
  - Heliocereus schrankii (Zucc. ex Seitz) Britton & Rose, 1909
  - Heliocereus schrankii var. elegantissimus (A.Berger) Backeb., 1960
  - Heliocereus schrankii subsp. helenae (Scheinvar) Doweld, 2001 publ. 2002
  - Heliocereus schrankii var. helenae (Scheinvar) Kimnach, 1996
  - Heliocereus schrankii subsp. luzmariae (Scheinvar) U.Guzmán, 2003
  - Heliocereus schrankii var. stenopetalus (Bravo ex S.Arias, U.Guzmán & Gama) Kimnach, 1996
  - Heliocereus schrankii subsp. stenopetalus (Bravo ex S.Arias, U.Guzmán & Gama) Doweld, 2001 publ. 2002
  - Heliocereus serratus (Weing.) F.M.Knuth, 1936
  - Heliocereus speciosissimus (Desf.) Y.Itô, 1952
  - Heliocereus speciosus subsp. amecamensis (Heese) Doweld, 2001 publ. 2002
  - Heliocereus speciosus var. amecamensis (Heese) Bravo, 1974
  - Heliocereus speciosus var. serratus (Weing.) Borg, 1951
  - Heliocereus speciosus var. superbus (Walp.) Backeb., 1960
  - Heliocereus superbus (Walp.) A.Berger, 1929
  - Mediocactus coccineus (DC.) Britton & Rose, 1920

## Estado de conservación

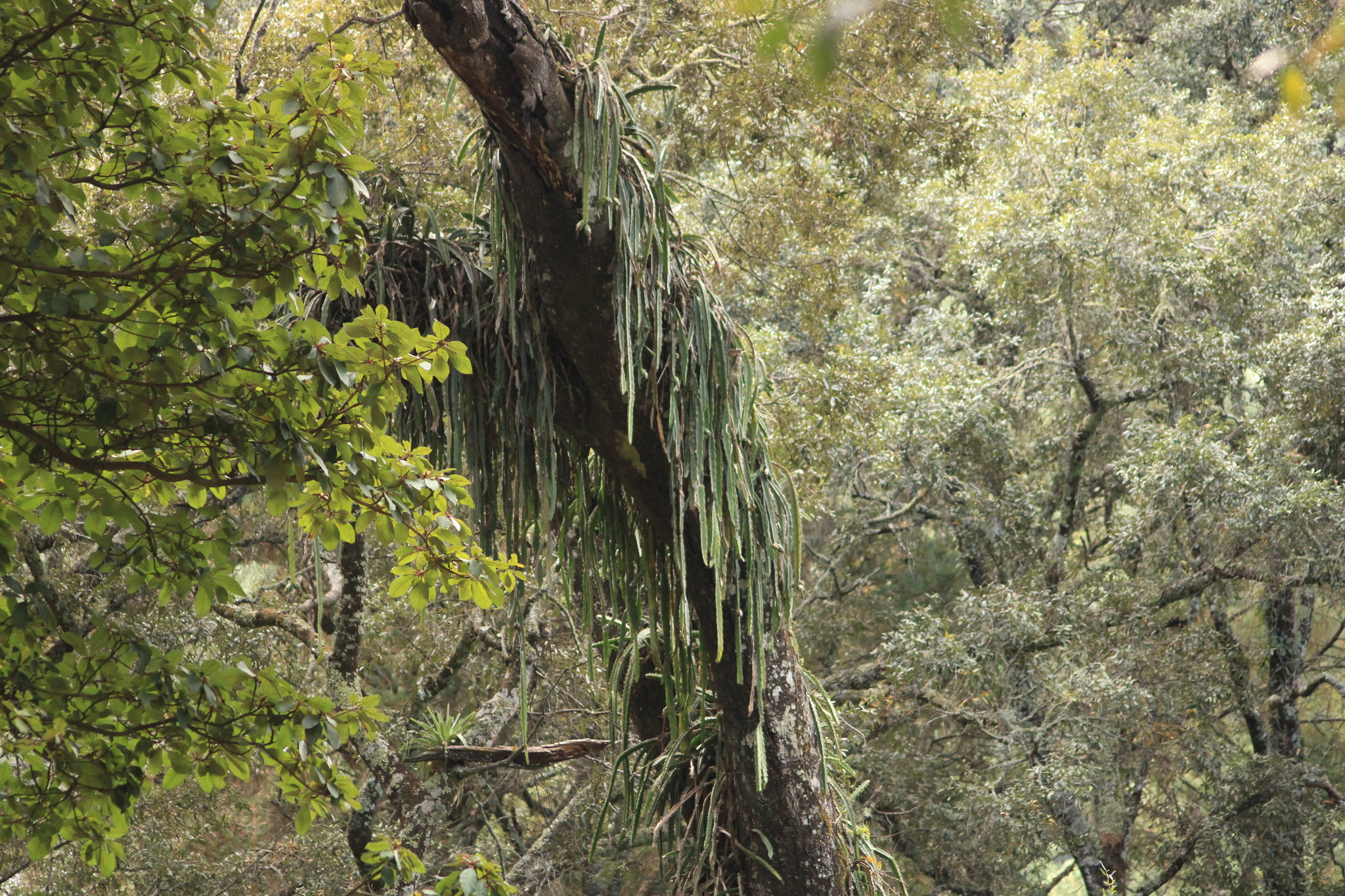
Planta creciendo sobre el tronco de un árbol

En la Lista Roja de Especies Amenazadas de la UICN, la especie está clasificada como de "Preocupación Menor (LC)”. La principal amenaza que sufre la especie se debe a la degradación del hábitat causada por la deforestación.

## Usos

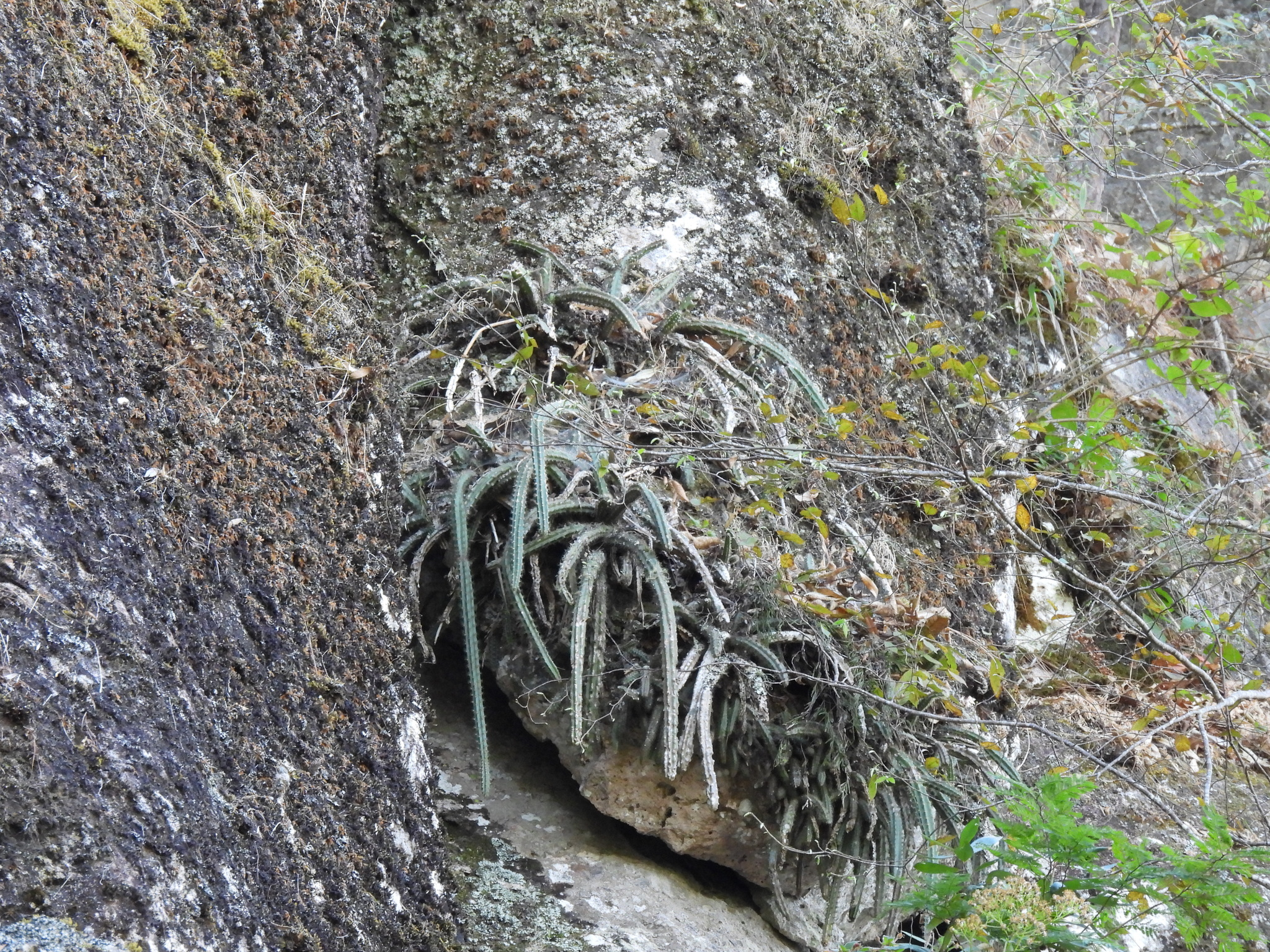
Planta creciendo sobre una roca

Se cultiva principalmente como planta ornamental y su propagación se realiza normalmente a través de esquejes. Es una de las especies principales (junto con Disocactus crenatus y Disocactus phyllanthoides) que han contribuido al desarrollo de los híbridos conocidos como «cactus orquídea», ampliamente cultivados por sus flores ornamentales.

## Nombres comunes
Los nombres comunes de esta especie son: ahuahuaxochitl, junco, junco grande, junco rojo, nopalillo, pitahaya de agua, pitahaya de roca, pitahaya del cerro, pitahaya roja, pitajaya, pitajaya de cerro, pitajaya del cerro, pitaya de agua, pitaya de piedra, pitaya de roca, pitaya del cerro, pitaya roja, pitayita, santa Martha, santa María, tuna de agua, tuna verde y xoalacaxóchitl.